# Enes Karić
Enes Karić (Višnjevo pokraj Travnika, 16. svibnja 1958.), bošnjački teolog i književnik. Bavi se poviješću tumačenja i metodologijom tumačenja Kur'ana. Bio je kandidat za reis-ul-ulemu 2005. godine. 

## Životopis
Enes Karić je rođen u Višnjevu pokraj pokraj Travnika, 1958. godine. Osnovnu školu je završio 1973. godine u Han-Biloj. Srednju (petogodišnju) Gazi Husrev-begovu medresu završio je u Sarajevu 1978. godine, a potom se iste godine upisao na Fakultet političkih znanosti i Fakultet islamskih znanosti u Sarajevu. Na Fakultetu islamskih znanosti diplomirao je 1981. godine, a na Fakultetu političkih znanosti 1982. godine. Postdiplomski studij iz filozofije je upisao na Filozofskom fakultetu Sveučilišta u Sarajevu i magistrirao 1986. godine. Doktorirao je 1989. godine na Filološkom fakultetu Sveučilišta u Beogradu.
Na Fakultetu islamskih znanosti u Sarajevu izabran je za asistenta 1981. godine na predmetu tefsir (tumačenje Kur'ana). Godine 1986. izabran je za predavača na istom predmetu, a potom 1989. i za docenta. Godine 1991. biran je za izvanrednog profesora tefsira. Godine 1999. biran je u zvanje redovnog profesora na Fakultet islamskih znanosti, na predmetu tumačenje Kur'ana. 
Boravio je više puta na specijalizacijama na Sveučilištu Al-Azhar u Kairu, zatim na Sveučilištu Yale i Oxford. Godine 2002. proveo je ljetnji semestar na Fullbrightovoj stipendiji na sveuličištu u Kaliforniji, Santa Barbara. A zimski semestar 2008. proveo je na Ludwig-Maximillian sveučilištu u Münchenu. Od 2003. godine do 2007. godine, obavljao je dužnost dekana Fakulteta islamskih znanosti, a od 1994. do 1996. bio je ministar za obrazovanje, znanost, kulturu i sport u Vladi Federacije Bosne i Hercegovine, čiji je predsjednik bio Haris Silajdžić.
Godine 2005. bio je glavni protukandidat Mustafi ef. Cerić na izborima za reis-ul-ulemu. Prevagnuo je odnos 180 glasova naprama 119 glasova, u korist Mustafe ef. Cerića. 
Enes Karić je suradnik na postdiplomskim studijama na Filozofskom, Pravnom i Fakultetu islamskih znanosti. Akademske 2002. – 03. predavao predmet Kultura islama na Sveučilištu u Ljubljani. Učestvovao na mnogim simpozijima posvećenim filozofiji, hermeneutičkim /tefsirskim/ istraživanjima, povijesti tumačenja svetih tekstova (a posebno Kur'ana), globalizaciji, i sl. u Tunisu (1997.), Parizu (1997.), Leidenu (1998.), Hannoveru (2000.), Rijadu (2001.), Cambridgeu (1997.), Tokiju (1999.), Grazu (2000.), itd. Također je pozivan da drži predavanja na Institut fur Religionswissenschaft an der Karl-Franzens-Universität, Graz. 
Od 1990. godine član je savjeta zaklade za očuvanje rukopisnog nasljeđa islama (Al-Furqan), koju je osnovao Ahmed Zeki Yamani 1991. godine u Londonu. Član je savjeta časopisa Islamic Studies (Pakistan), kao i savjeta časopisa American Journal of Social Sciences (Herndon, SAD). U ljeto 2002. godine izabran za aktivnog člana Jordanske Kraljevske Akademije (Alu l-Bayt). Akademske službe U periodu 1976. – 1977. bio je glavni i odgovorni urednik Zemzema, zatim 1989. – 1990. glavni i odgovorni urednik Islamske misli. Bio je član redakcije Zbornika Fakulteta islamskih nauka, Muslimanskoga glasa i Ljiljana iAnala (časopis Gazi Husrev-begove knjižnice u Sarajevu). 
Od 1984. objavljuje rasprave, prijevode (s arapskog i engleskog), eseje, polemike i prikaze knjiga u sljedećim sarajevskim, zagrebačkim i beogradskim listovima i časopisima: Islamska misao, Dijalog, Život, Kulturni radnik, Filozofska istraživanja, Kulture istoka, Znakovi vremena, Glasnik VIS-a i Takvim, Lica, Izraz, Muallim, Oslobođenje, Dnevni avaz, Erazmus, Slovo...
Objavio je i nekoliko radova (posvećenih islamu u Evropi i euro-islamskoj kulturnoj baštini) na arapskom jeziku u dnevnim novinama Aš-Šarq al-Awsat, u kuvajtskom časopisu al-Mujtama'a, itd. Na arapskom jeziku objavio u rijadskom časopisu Al-Faisal nekoliko studija koje se bave islamom u Evropi, susretom civilizacija. U Al-Faisalu objavio također i studiju o životu i djelu Mehmeda ef. Handžića. Obavio i objavio na desetine intervjua s poznatim profesorima islamskih znanosti kao što su Seyyed Hossein Nasr, Annemarie Schimmel, Abdalwahab Bouhdiba, Abdulhakim Murad, itd. Obavio je i intervju s kraljem Maroka Hasanom II. Godine 1995. godine je objavio prijevod Kurana na bošnjački jezik.
Godine 2009. godine objavio je svoj prvi roman pod naslovom Pjesme divljih ptica, koji je naišao na dobar prijem u Bosni i Hercegovini. Roman je za nepunu godinu doživio tri izdanja.

## Djela

### Znanost
- Neki aspekti enciklopedije Ihvanus-Safa (Sarajevo, 1986)
- Hermeneutika Kurana (Zagreb, 1990)
- Tefsir: uvod u tefsirske znanosti (Sarajevo, 1995)
- Kur'an u savremenom dobu (Sarajevo, 1995)
- Semantika Kur'ana (Sarajevo, 1998)
- Prilozi za povijest islamskog mišljenja u Bosni i Hercegovini 20. stoljeća (Sarajevo, 2004)
- Kako tumačiti Kur'an: uvod u komentatorske teorije klasičnog perioda (Sarajevo, 2005)
- Ibn Haldun: uvod u čitanje Al-Muqaddime (Sarajevo, 2008)
- Mehmed Džemaluddin Čaušević (Sarajevo, 2008)
- Džalaluddin as-Sujuti: život i komentatorsko djelo (Sarajevo, 2009)
- Tradicionalna Bosna : islamske teološke, filozofske, i logičke studije (Sarajevo-Dubai, 2016)
- Svjetovi Kur'ana (Sarajevo-Banja Luka, 2016)
- Muhammed ʹAbduhu: život i komentatorski prinosi (Sarajevo, 2018)
- Džemaludin el-Afgani : reformator i predvodnik islamske obnove (Sarajevo, 2018)
- Kako čitati Kur'an: crtice: (potrage za strukturama cjeline temeljne Knjige islama) (Sarajevo, 2019)
- Kako čitati Kurʼan. 1: crtice: (potrage za strukturama cjeline temeljne Knjige islama) (Sarajevo, 2020)
- Kako čitati Kurʼan. 2: crtice: (potrage za strukturama cjeline temeljne Knjige islama) (Sarajevo, 2020)

### Prijevodi
- Susret čovjeka i prirode: duhovna kriza modernog čovjeka (Sarajevo, 1992)
- Kur'an: s prijevodom na bosanski jezik (Sarajevo, 1995)
- U susret Omeru Muhtaru : avanturističko putovanje kroz "talijansku" Afriku (Sarajevo, 1996)
- Plemenita loza Božijega poslanika Muhammeda a.s. (Zürich, 1998)
- Rasprava čovjeka sa životinjama (Sarajevo, 2001)
- Kulture u konfliktu: kršćani, muslimani i jevreji u Doba otkrića (Sarajevo, 2002)
- Islam (Sarajevo, 2003)
- Živi sufizam: ogledi o sufizmu (Sarajevo, 2004)
- Amerika, religije i religija (Sarajevo, 2004)
- Džibrilovo krilo (Sarajevo, 2013)
- Glavne teme Kur'ana (Sarajevo, 2017)
- Mir i granice rata: prevladavanje klasične koncepcije džihada (Sarajevo, 2018)
- Bog i čovjek u Kurʼanu: semantika kurʼanskog Weltanschauunga (Sarajevo, 2019)
- Trijumfalno znanje : koncept znanja u srednjovjekovnom islamu (Sarajevo, 2020)

### Književnost
- Poslanice iskrene braće (Sarajevo, 2008)
- Pjesme divljih ptica (Sarajevo, 2009)
- Husein Đozo (Sarajevo, 2010)
- Jevrejsko groblje (Sarajevo, 2011)
- Slučajno čovjek (Sarajevo, 2013)
- Priče od sjene: (hikâje) (Sarajevo, 2015)
- Boje višnje(Sarajevo,2016)
- Sa struna vremena (Sarajevo, 2019)
- Bogovo roblje (Sarajevo, 2020)

### Zapisi i uspomene
- Bosna sjete i zaborava: eseji o zemlji neiscrpnih inspiracija (Zagreb, 1997)
- Eseji od Bosne (Sarajevo, 1999)
- Eseji o nedođinu (Sarajevo, 2004)
- Minhenska godina: zapisi i uspomene (Sarajevo, 2012)
- U potrazi za dubinama nebeskog plavetnila: (eseji o vjeri u 21. stoljeću) (Sarajevo, 2014)
- Čekajući Evropu: eseji (Sarajevo-Zagreb, 2015)
- Tužne rasprave: (eseji, crtice, intervjui, nekrolozi, prikazi) (Sarajevo, 2016)
- Crni tulipan: putopis hodočasnika iz Bosne (Sarajevo, 2016)

## Vanjske povezice
- Enes Karić na fin.unsa.ba
- Enes Karić na penbih.ba
- Enes Karić na themuslim500.com